# Tijuana
Tijuana je grad u Meksiku na granici s SAD-om. Industrijsko je i financijsko središte države koje ima veliki utjecaj na ekonomiju, obrazovanje, kulturu, umjetnost i politiku.

## Povijest
Područje gdje se nalazi Tijuana izvorno su naseljavali Kumeyaay indijanci lovci i sakupljači. Europljani su stigli 1542., kada je istraživač Juan Rodriguez Cabrillo došao na obale Kalifornije. Sebastián Vizcaino je 1602. godine ucrtao područje na zemljopisnu kartu, a Juan Crespi je 1769. godine detaljnije dokumentirao informacije o području koje će nazvati dolina Tijuana. Fratar Junipero Serra osnovao je prvu katoličku misiju Alta Kaliforniju u obližnjem San Diegu.

## Zemljopis
Grad se nalazi na krajnjem sjeverozapadu države na poluotoku Baja California na granici s SAD-om. Administrativno pripada saveznoj državi Baja California čiji je najveći ali ne i glavni grad.

## Stanovništvo
Prema podacima iz 2010. godine u gradu živi 1.300.983 stanovnika, dok na širem gradskom području živi 1.650.351 stanovnika.

## Gradovi prijatelji
| Grad       | Država       | Godina |
| ---------- | ------------ | ------ |
| Busan      | Južna Koreja | 1995.  |
| San Diego  | SAD          |        |
| La Paz     | Meksiko      |        |
| León       | Meksiko      |        |
| Mazatlán   | Meksiko      |        |
| Panjin     | Tajvan       |        |
| Havana     | Kuba         |        |
| Cincinnati | SAD          |        |
| Zaragoza   | Španjolska   |        |
| Laredo     | SAD          |        |
| Słubice    | Poljska      |        |

## Galerija
- Brdo Kolorado iznad grada
- Granica između SAD-a (lijevo) i Meksika (desno)

## Vanjske poveznice
- Službena stranica grada  Arhivirana inačica izvorne stranice od 10. veljače 2011. (Wayback Machine)